# Старобельск

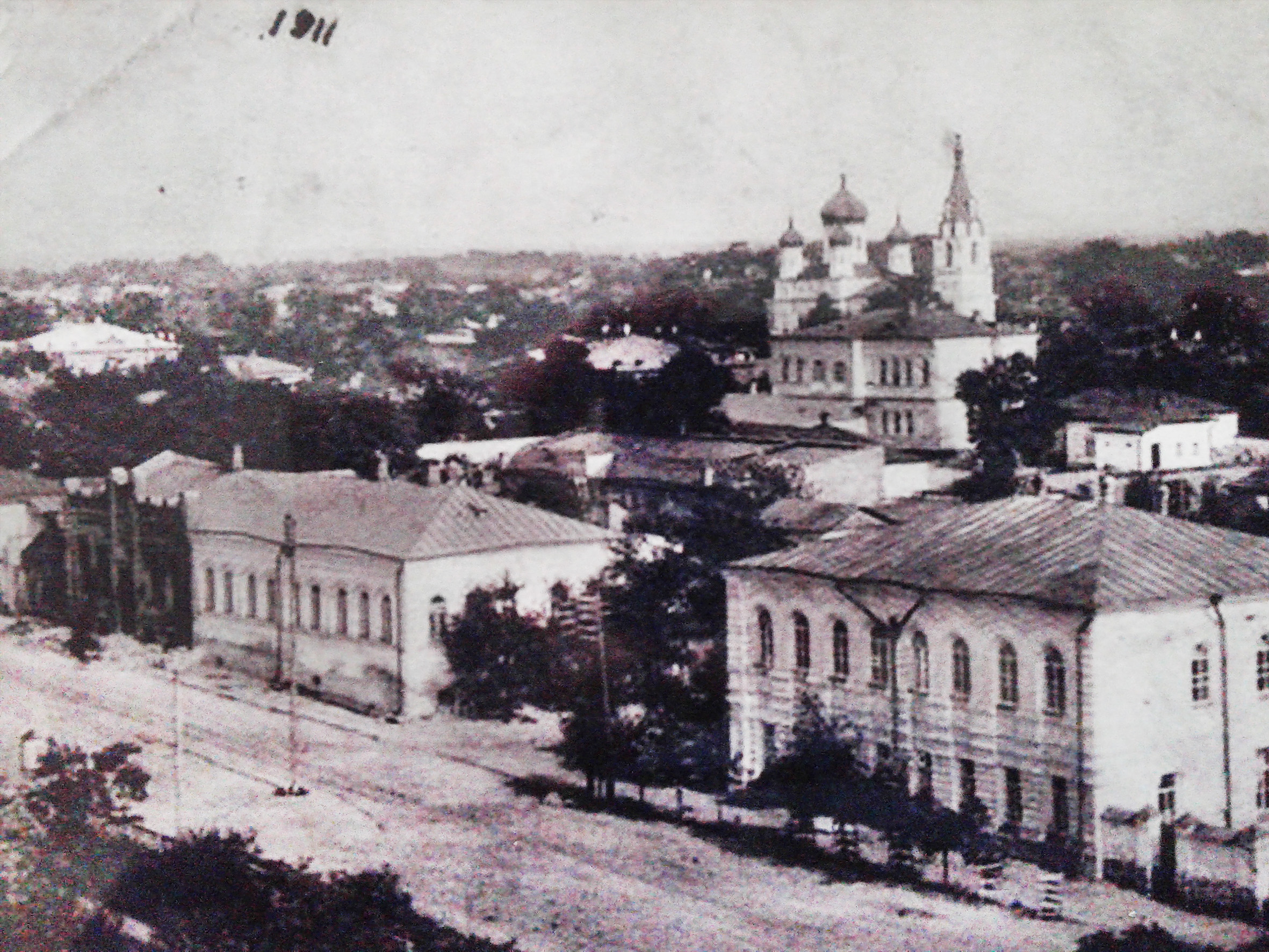
Старобельск, 1911 год

Старобе́льск (укр. Старобільськ) — город районного значения, административный центр Старобельского района Луганской области Украины. Со 2 марта 2022 года в ходе полномасштабного вторжения России в Украину город оккупирован российскими войсками.

## Географическое положение
Город огибает река Айдар.
Плотина, регулирующая уровень воды в реке Айдар, была сдана в эксплуатацию в 1983 году. Объект находится на балансе в Луганском областном управлении мелиорации и водного хозяйства. Скорость течения реки в районе плотины составляет 12 м/сек.

## История

### В составе Российской империи (1686—1917)
Поселение «Бельский городок» впервые письменно упоминается в 1686 году и в 1708 году вошло в состав Азовской губернии. Существует версия местных историков, что «дядька» царевича Димитрия Богдан Бельский, посланный воеводой на русскую границу с Диким полем, кроме Царе-Борисова, названного в честь царя Бориса Годунова, основал в 1600 году и городок, который назвал своим собственным именем — Бельский, что вызвало недовольство царя, и воевода попал в опалу. Затем настало Смутное время, и оба города опустели.
Территориально Старая Белая входила в Острогожский казачий полк.
В 1797 году слобода Старая Белая стала уездным городом Старобельск Старобельского уезда Слободско-Украинской губернии Российской империи (с 1835 года — Харьковской губернии). Старобельский уезд был самым большим в Харьковской губернии и занимал более одной четвёртой части её площади.
По данным переписи 1897 года в городе жили 9 801 человек, из них 7 691 (78,47 %) указали украинский (в переписи — «малорусский») язык родным, русский («великорусский») — 1 988 (20,28 %), другие языки — 122 (1,25 %).
В 1900 году здесь насчитывалось 13 128 жителей и 1849 зданий, действовали мужская гимназия и семь других учебных заведений, несколько торговых лавок, больница, две аптеки, отделение Полтавского земельного банка и четыре православных храма.

### В годы Гражданской войны (1918—1921)
В ходе гражданской войны Старобельск находился в зоне боевых действий.
До апреля 1918 — в составе ДКР. С конца апреля 1918 года в составе УНР, затем Харьковской губернии Украинской державы, затем в РСФСР, затем в составе Харьковской области ВСЮР, с января 1920 — в УССР..
В ноябре 1918 года в Старобельске была сформирована офицерская дружина, к началу 1919 года переименованная в Старобельский добровольческий офицерский отряд из добровольцев и офицеров (102 шт., 6 саб., 2 пул.). Отступил вместе с 12-м Донским казачьим полком полковника Фицхелаурова на Чертково. Зачислен в состав Добровольческой армии, с 1 апреля 1919 откомандирован в распоряжение Донской армии, где стал Старобельским батальоном 3-й Донской отдельной добровольческой бригады.
В феврале 1919 года Изюмский и Старобельский уезды Харьковской губернии УССР были переданы созданной тогда же Донецкой губернии.

### Советский период
С декабря 1922 года в Украинской ССР Советского Союза. В 1920-30-х годах Старобельск был центром Старобельского округа.
По данным переписи 1926 года, украинцы составляли 91,7 % населения Старобельска, евреи — 1,2 %, русские — 5,5 %. Украинский язык родным назвали 71,0 % населения, еврейский — 0,6 %, русский — 27,8 %.

### В годы Великой Отечественной войны (1941—1945)
Старобельск был временной столицей УССР в течение нескольких дней во время Великой Отечественной войны.
12 июля 1942 года в рамках наступления 6 армии Паулюса на Сталинград город был оккупирован немецкими войсками.
15 января 1943 года группа самолётов из 11 истребителей Як-1 814-го истребительного авиационного полка (207-я иад, 3-й сак, 17-я ВА) сопровождали 15 пикирующих бомбардировщиков Пе-2 (вероятно из 202-й бад) атаковали аэродром Старобельска. В результате налёта было уничтожено около 20 немецких самолётов, а также личный состав аэродрома. В ходе воздушного боя было уничтожено 3 истребителя Bf-109.

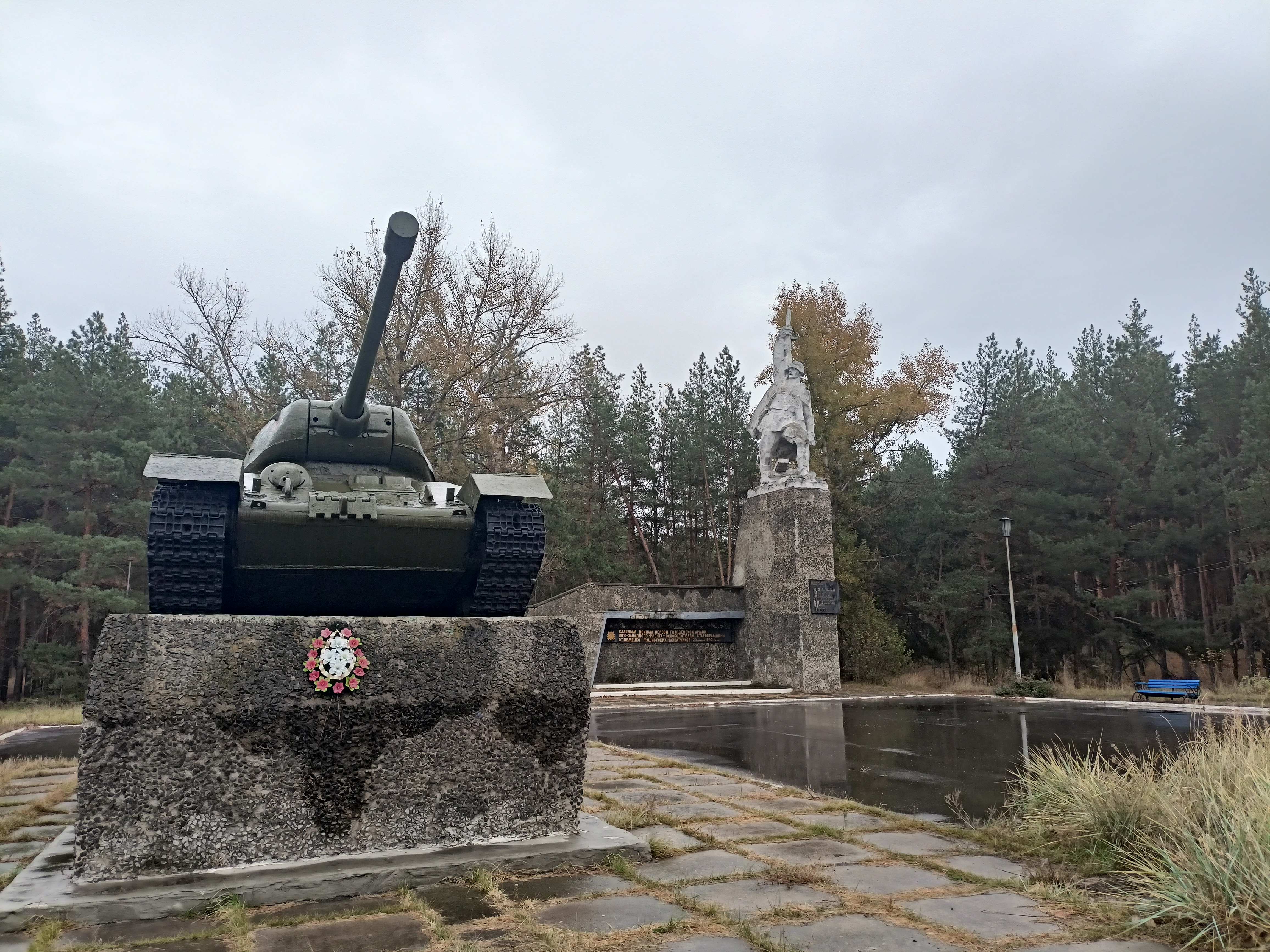
Мемориал погибшим в Великой Отечественной войне на въезде в Старобельск

23 января 1943 года в ходе ожесточённых боёв Старобельск освобождён советскими войсками Юго-Западного фронта в ходе наступления на ворошиловградском направлении:
- 1-й гвардейской армии в составе: 4-го гв. стрелкового корпуса (генерал-майор Н. А. Гаген)
  - в составе: 35-й гв. стрелковой дивизии (полковник И. Я. Кулагин),
  - 41-й гв. сд (генерал-майор Н. П. Иванов),
  - 195-й сд (полковник В. П. Каруна)
  - 106-й стрелковой бригады (подполковник Е. Д. Ефремидзе)
  - 1-й истребительной бригады 4-го гв. тк (подполковник И. Н. Мошляк);
  - в составе: 12-й гв. тбр (генерал-майор т/в П. П. Полубояров)
  - 13-й гв. тбр (полковник Ф. М. Лихачёв),
  - 14-й гв. тбр (полковник Л. И. Бауков),
  - 3-й гв. мотострелковой бригады (подполковник В. И. Шибанков)
  - 183-й тбр (полковник Андрющенко, Григорий Яковлевич)[14].
- Войскам, участвовавшим в освобождении Старобельска и других городов Донбасса, приказом Верховного Главнокомандующего И. В. Сталина от 25 января 1943 года объявлена благодарность.
- 634 воинов-освободителей, представителей разных народов, отдали свою жизнь в боях за Старобельщину. Старобельск стал первым освобождённым городом Украины[11]. В честь этого события в декабре 1952 года исполком Ленинградского городского Совета своим решением назвал одну из улиц города Ленинграда Старобельской[15].

2 мая 1943 года советский бронепоезд на станции Старобельск был атакован немецким бомбардировщиком. В результате погибли командир бронепоезда и три человека личного состава, пять человек были ранены.

### В послевоенные годы (1945—1991)
В 1957 году здесь действовали мотороремонтный завод, маслобойный завод, пивоваренный завод, мельница, хлебокомбинат, маслосырзавод, три средние школы, музыкальная школа, средняя сельскохозяйственная школа, медицинское училище, педагогическое училище, ветеринарный техникум, техникум механизации сельского хозяйства, Дом культуры, кинотеатр и клуб.
В 1975 году численность населения составляла 22,7 тыс. человек, здесь действовали ремонтный завод, завод железобетонных изделий, пивоваренный завод, плодоконсервный завод, молокозавод, мебельная фабрика, швейная фабрика, предприятия по обслуживанию ж.-д. транспорта, совхоз-техникум, медицинское училище и краеведческий музей.
В январе 1989 года численность населения составляла 25 053 человек, в это время крупнейшими предприятиями являлись ремонтно-механический завод, плодоовощеконсервный завод, мебельная фабрика и швейная фабрика.

### Независимая Украина (с 1991)

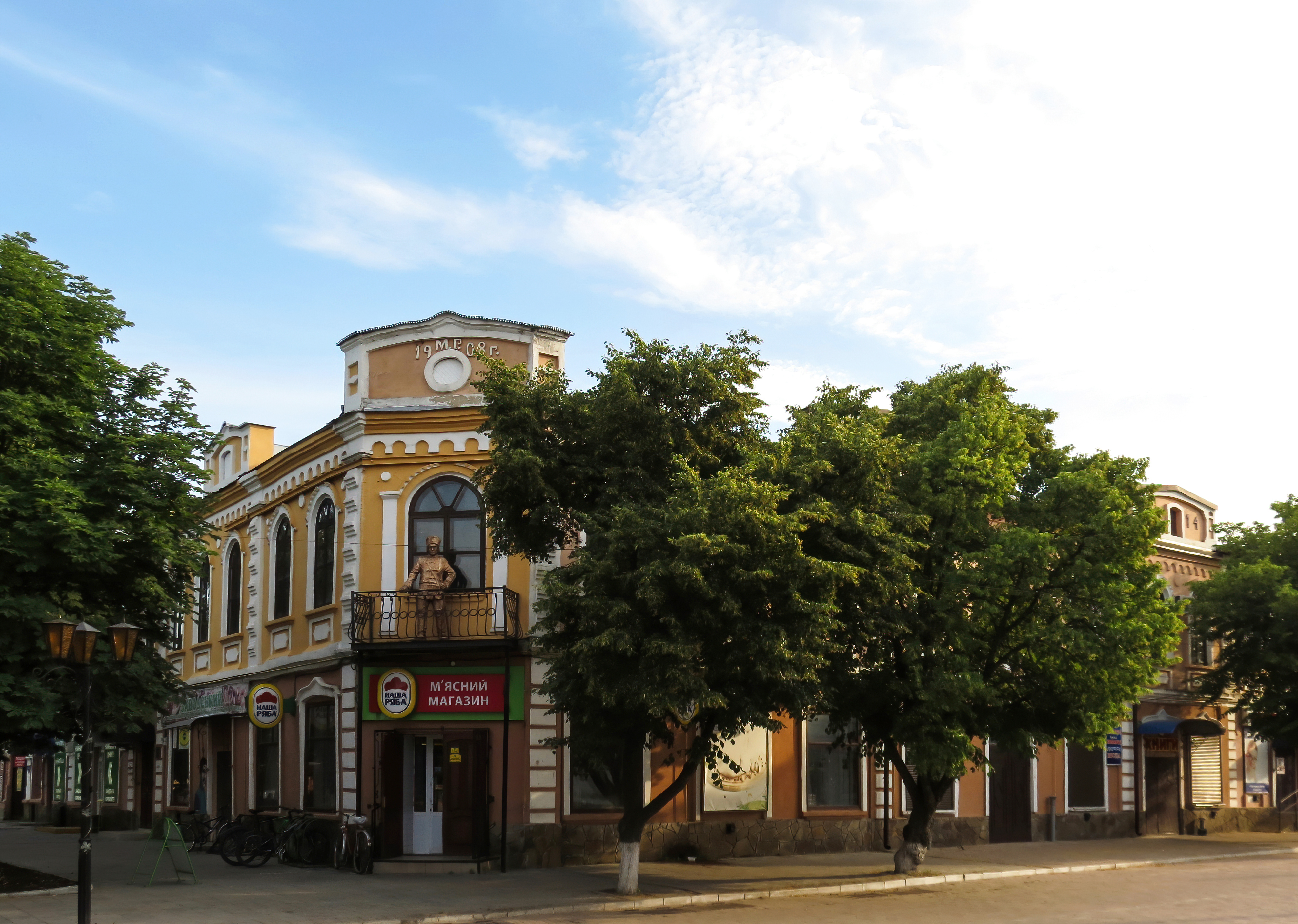
Одна из центральных улиц города

В мае 1995 года Кабинет министров Украины утвердил решение о приватизации находившихся в городе АТП-10907, САТП-0305, межрайонной организации по заготовке и сбыту семян, в июле 1995 года было утверждено решение о приватизации АТП-0362 и райсельхозтехники.
После начала боевых действий на востоке Украины весной 2014 года Старобельск оказался в прифронтовой зоне.
В сентябре 2014 года в Старобельск эвакуировали Луганский национальный педагогический университет.
24 августа 2015 года на Мемориале Славы Старобельска был открыт памятный знак воинам, павшим за независимость Украины.

### В ходе российского вторжения (с 2022)
Во время российского вторжения в Украину 2022 года проходили бои. 24 февраля прошло наступление НМ ЛНР и ВС РФ с применением танков, БМП и пехоты: атаковались позиции украинских войск на подступах к Старобельску; вёлся бой, пострадали гражданские строения. 26 февраля город находился под артиллерийскими обстрелами; часть гражданского населения скрывалась в подвале госпиталя. 3 марта, по сообщениям ISW, город был занят войсками ЛНР.
6 марта в городе прошла протестная акция, в ходе которой был снят и сожжён флаг ЛНР, располагавшийся на центральной площади города.
15 апреля украинская омбудсмен Людмила Денисова заявила о гибели нескольких человек, пытавшихся эвакуироваться из Старобельска в сторону города Днепра Днепропетровской области; об обстреле автобуса с беженцами из Старобельска также сообщило издание La Stampa.
1 мая Министерство обороны Украины сообщило, что аппараты ИВЛ и другое оборудование, предоставленное с 2014 года международными донорами и правительством Украины, были вывезены из больницы в Старобельске.
По состоянию на 19 мая, город оккупирован российскими войсками; мэр города смещён, установлена оккупационная администрация.

## Население
По данным переписи 1926 года, украинцы составляли 91,7 % населения Старобельска, евреи — 1,2 %, русские — 5,5 %.
По данным переписи 2001 года, украинцы составляли 82,29 % населения города, русские — 16,30 %.

### Языковой состав
Родной язык населения по данным переписи 1897 года:
| Язык                       | Численность, чел. | Доля     |
| -------------------------- | ----------------- | -------- |
| Украинский («малорусский») | 7 691             | 78,47 %  |
| Русский («великорусский»)  | 1 988             | 20,28 %  |
| Другие                     | 122               | 1,25 %   |
| Итого                      | 9 801             | 100,00 % |

По данным переписи 1926 года, украинский язык родным назвали 71,0 % населения, еврейский — 0,6 %, русский — 27,8 %.
Родной язык населения по данным переписи 2001 года:
| Язык       | Численность, чел. | Доля     |
| ---------- | ----------------- | -------- |
| Украинский | 13 409            | 60,84 %  |
| Русский    | 8 526             | 38,68 %  |
| Другие     | 105               | 0,48 %   |
| Итого      | 22 040            | 100,00 % |

Украинский язык является основным и единственным официальным языком города.

## Православные храмы
- кафедральный Николаевский собор
- Женский монастырь во имя иконы «Всех скорбящих радость»
- Часовня напротив военкомата
- Часовня на сотом квартале (строится)
- Часовня на Чмировском кладбище (строится)
- Собор Покрова

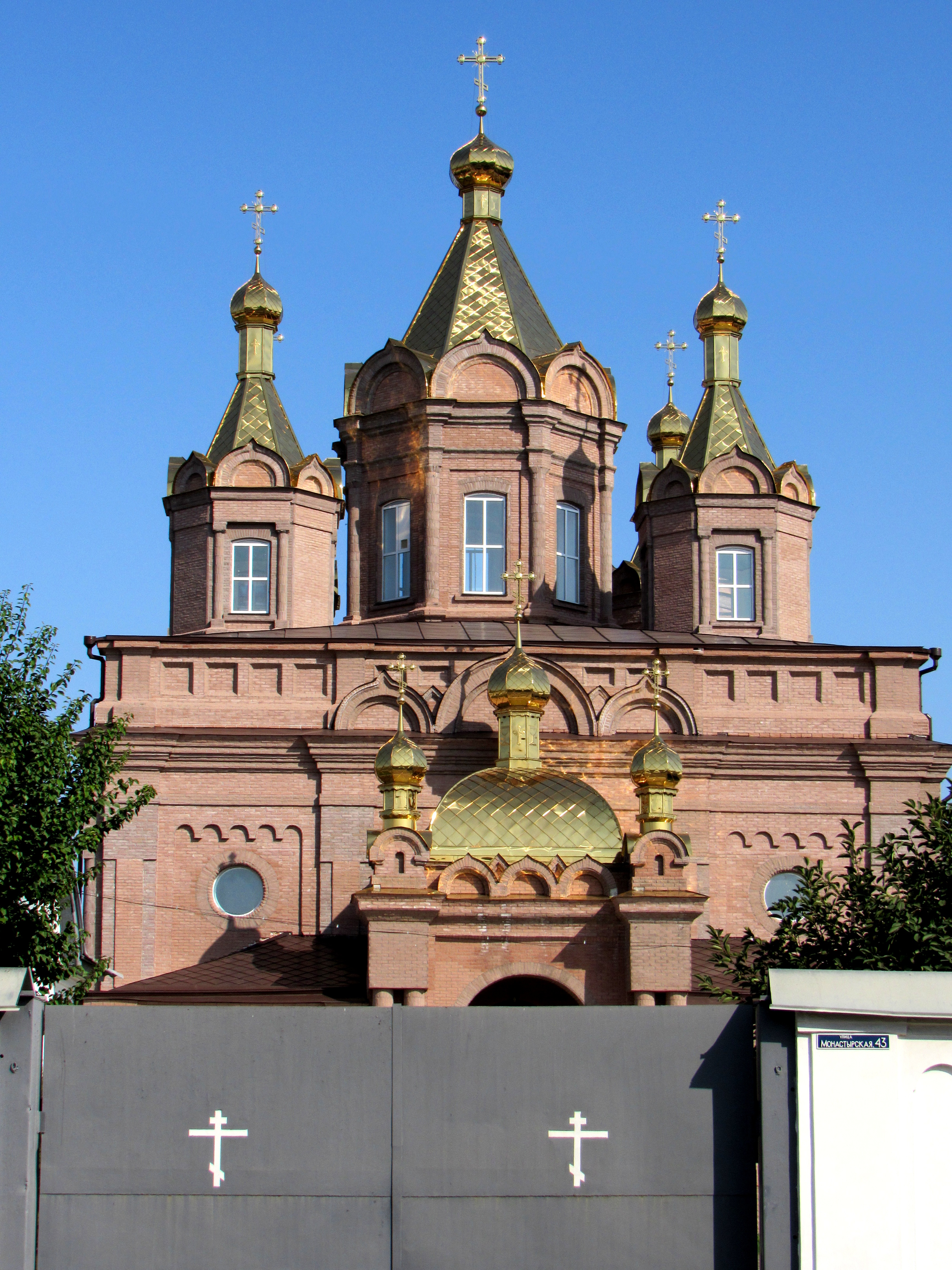
Трёхпрестольный летний храм в женском монастыре
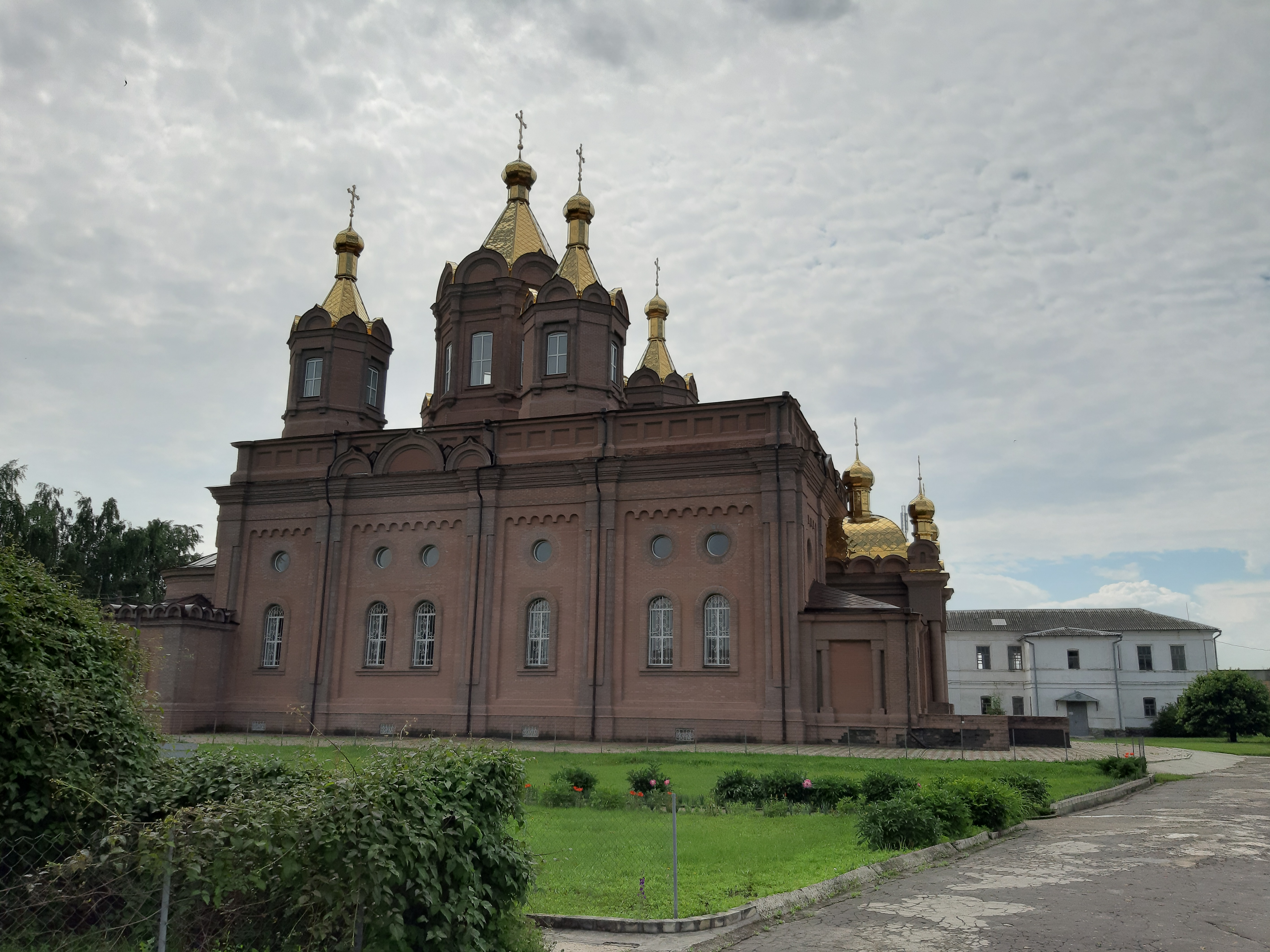
Летний храм
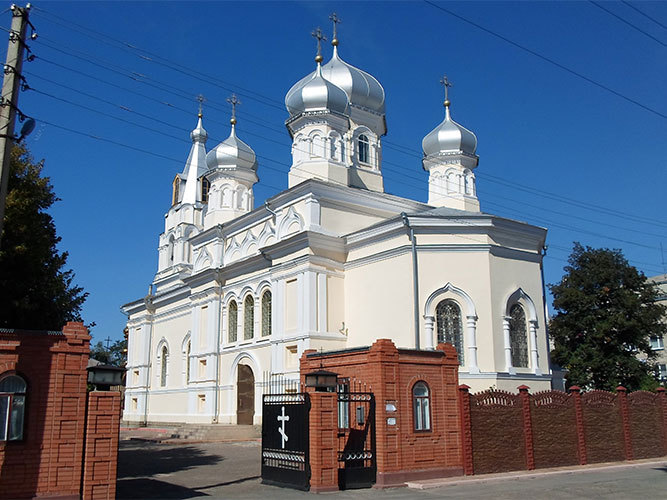
Николаевский кафедральный собор
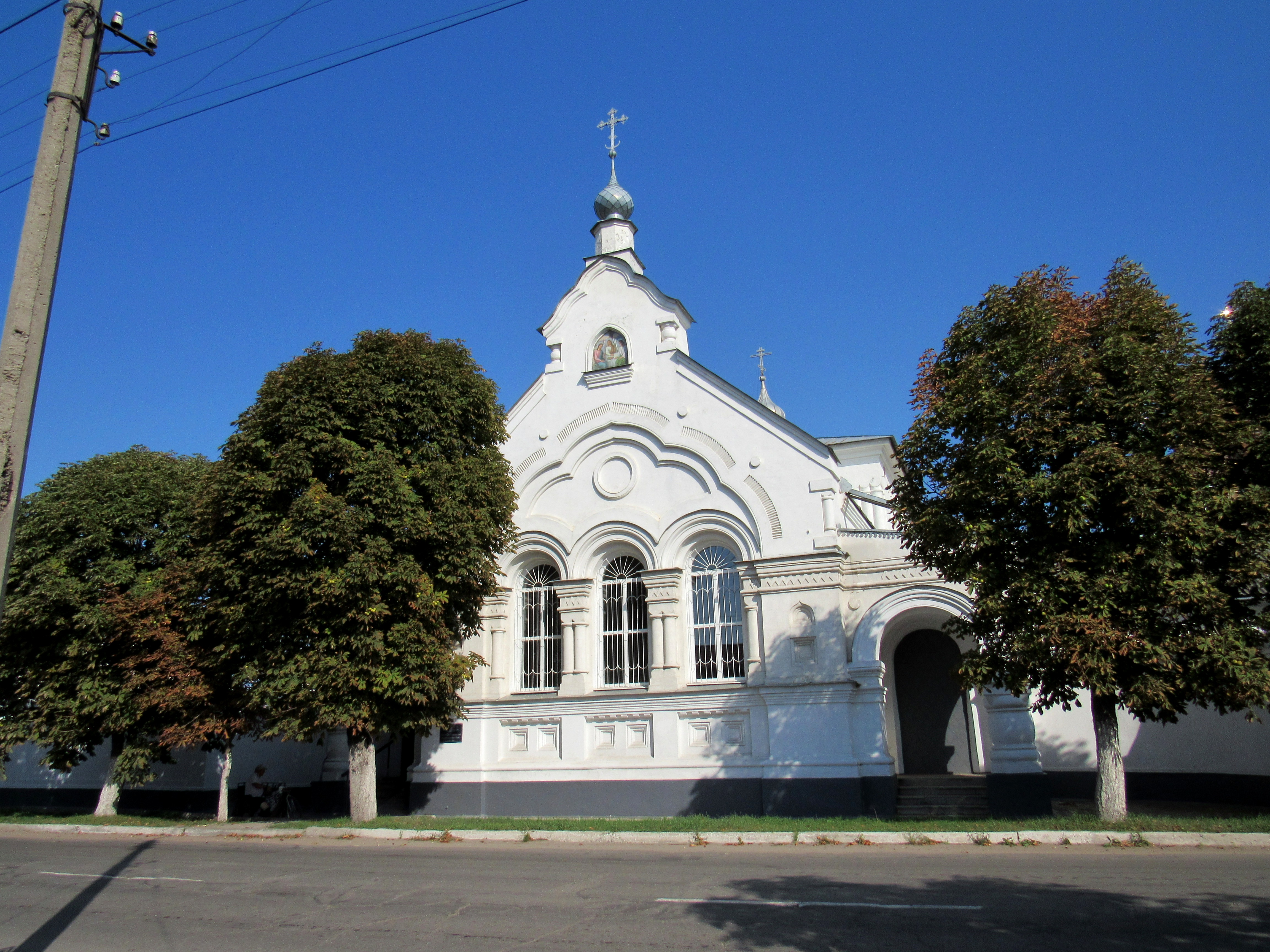
Церковь имени «Святой Троицы». Монастырь

## Пляжи
Считая сверху по течению Айдара, в Старобельске 35 пляжей:

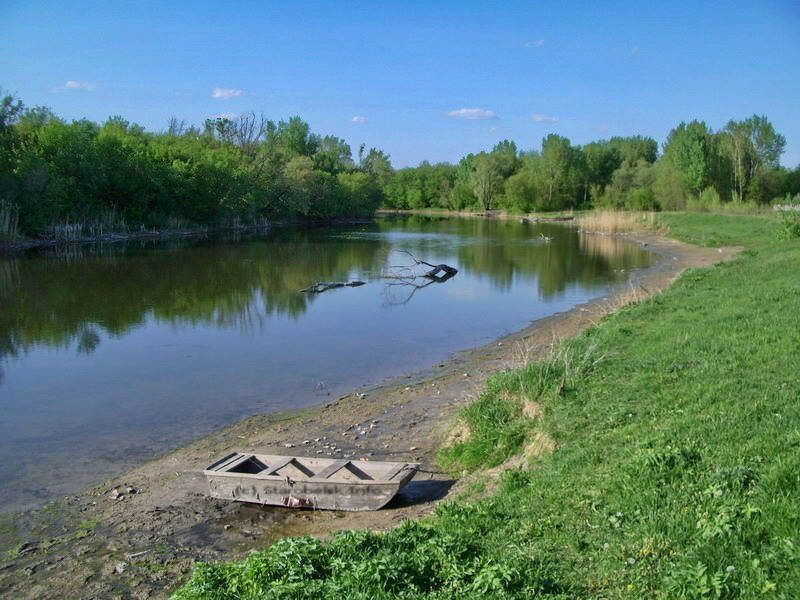
Марченко
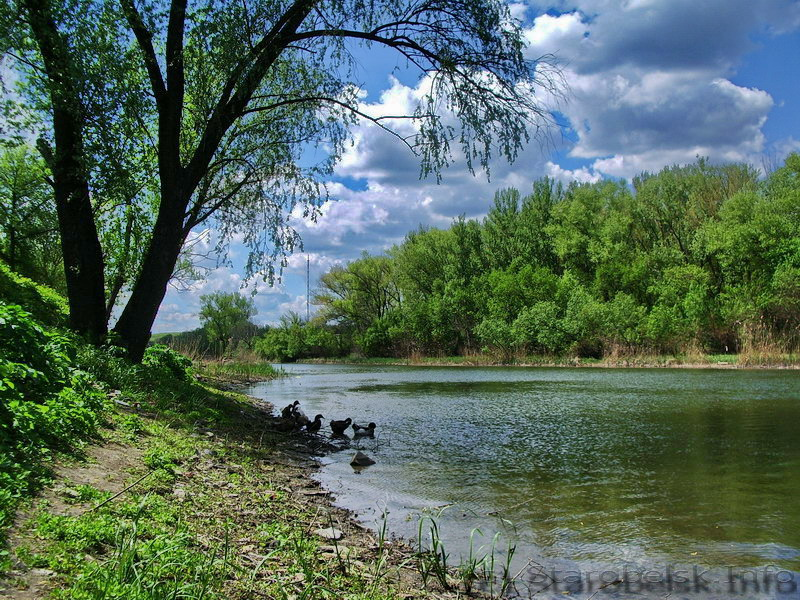
Городской пляж
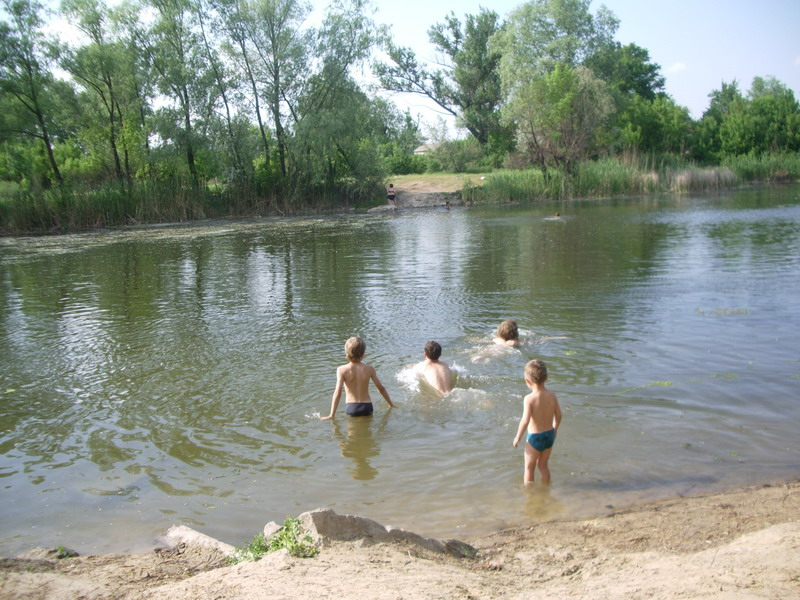
Камни
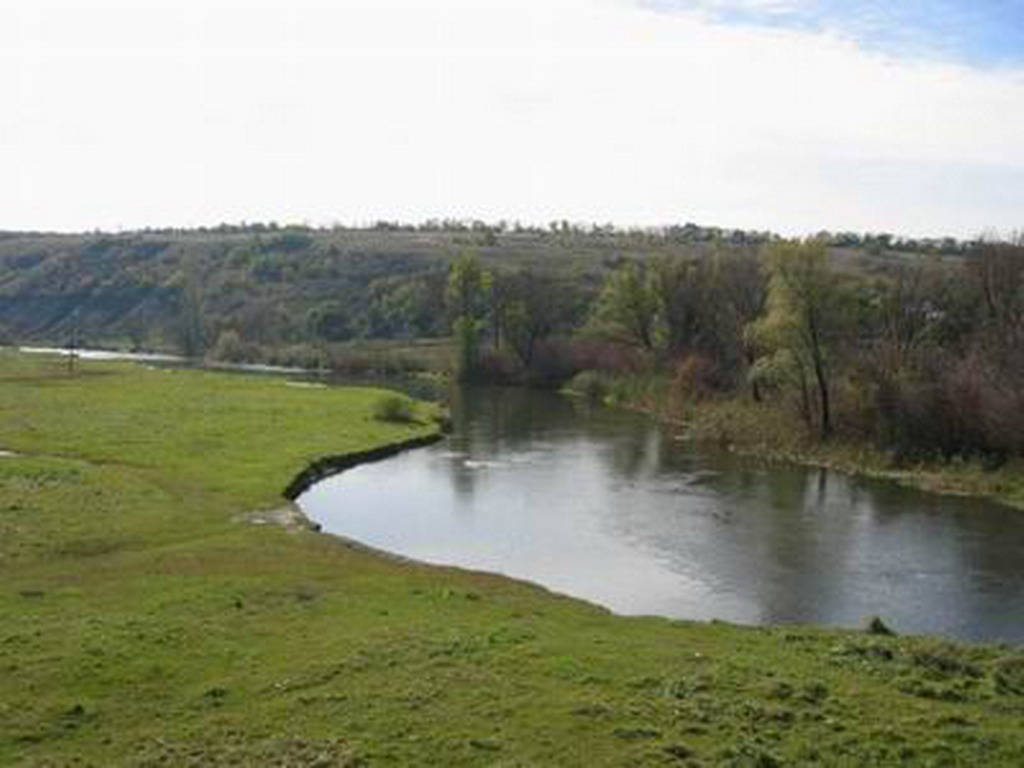
Обрыв
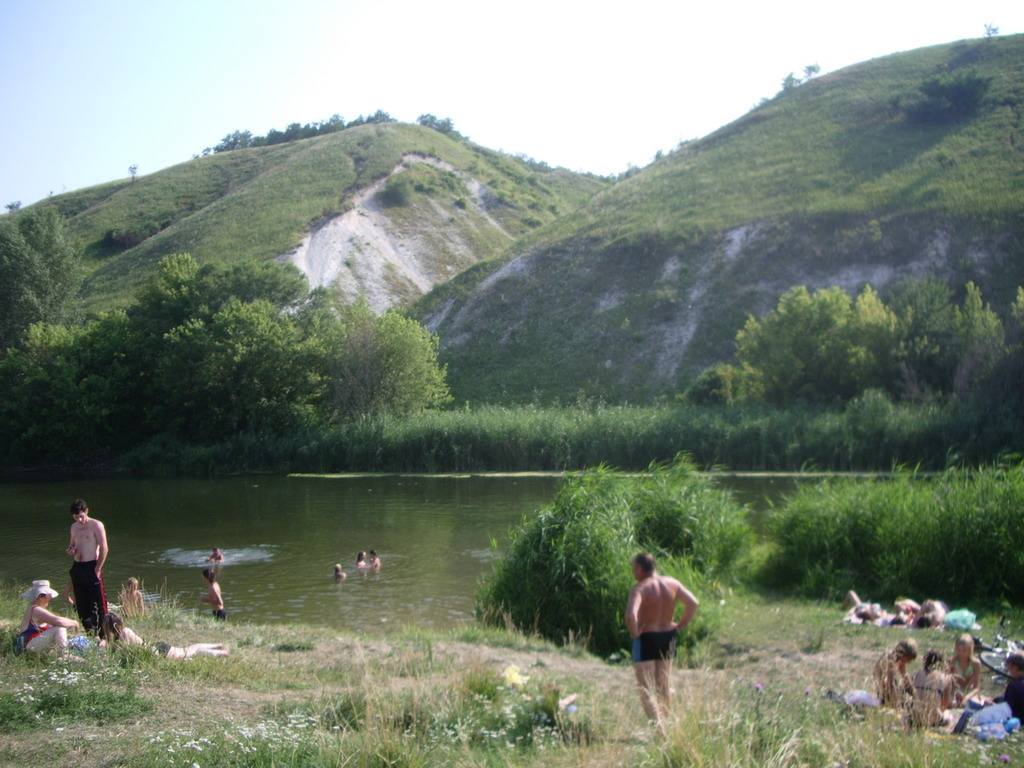
Пятая купальня
Москаливский мост

## Мосты
- Подгоровский
- Москаливский мост
- Кривой мост
- Подвесной мост
- Железнодорожный мост
- Понтонный мост (Красный городок)

## Герои и орденоносцы города

Мемориал старобельчанам — Героям Советского Союза.

| Имя                          | Звание                                               |
| ---------------------------- | ---------------------------------------------------- |
| Григоренко Михаил Георгиевич | генерал-лейтенант                                    |
| Дубовой Иван Васильевич      | генерал-майор                                        |
| Деревянко Василий Семёнович  | гвардии старший лейтенант                            |
| Бурмак Григорий Васильевич   | гвардии лейтенант                                    |
| Терещенко Василий Стефанович | гвардии младший лейтенант                            |
| Болото Пётр Осипович         | гвардии младший сержант                              |
| Сыкало Пётр Макарович        | гвардии рядовой                                      |
| Череватый Николай Васильевич | гвардии старшина. Кавалер Ордена Славы трёх степеней |
| Шокотов Сергей Николаевич    | рядовой. Кавалер Ордена Славы трёх степеней          |
| Горовенко Василий Яковлевич  | полный Георгиевский кавалер                          |

## Местные религиозные праздники
Собор Старобельских святых, празднование Украинской Православной Церкви в честь святых, в земле Старобельской просиявших, празднуется 14 мая. Празднование Собора святых Старобельской земли было установлено согласно рапорту епископа Северодонецкого Никодима (Барановского) по благословлению Священного Синода Украинской Православной Церкви 23 декабря 2014 года.

### Почётные граждане
- Иван Савич Лукьяненко
- Светличный Иван Алексеевич
- Бишарев, Олег Леонтьевич
- Леонид Иванович Чернов

## Старобельск в топонимике
Старобельская улица есть в городах: Санкт-Петербург, Черновцы, Донецк, Горловка, Волгоград, Лисичанск, Краматорск и Сватово. В городах Ростов-на-Дону, Стаханов и Харьков есть Старобельский переулок. Так же именем города назван патрульный катер ВМС Украины

## Старобельск в творчестве Ильфа и Петрова

памятник Остапу Бендеру в Старобельске

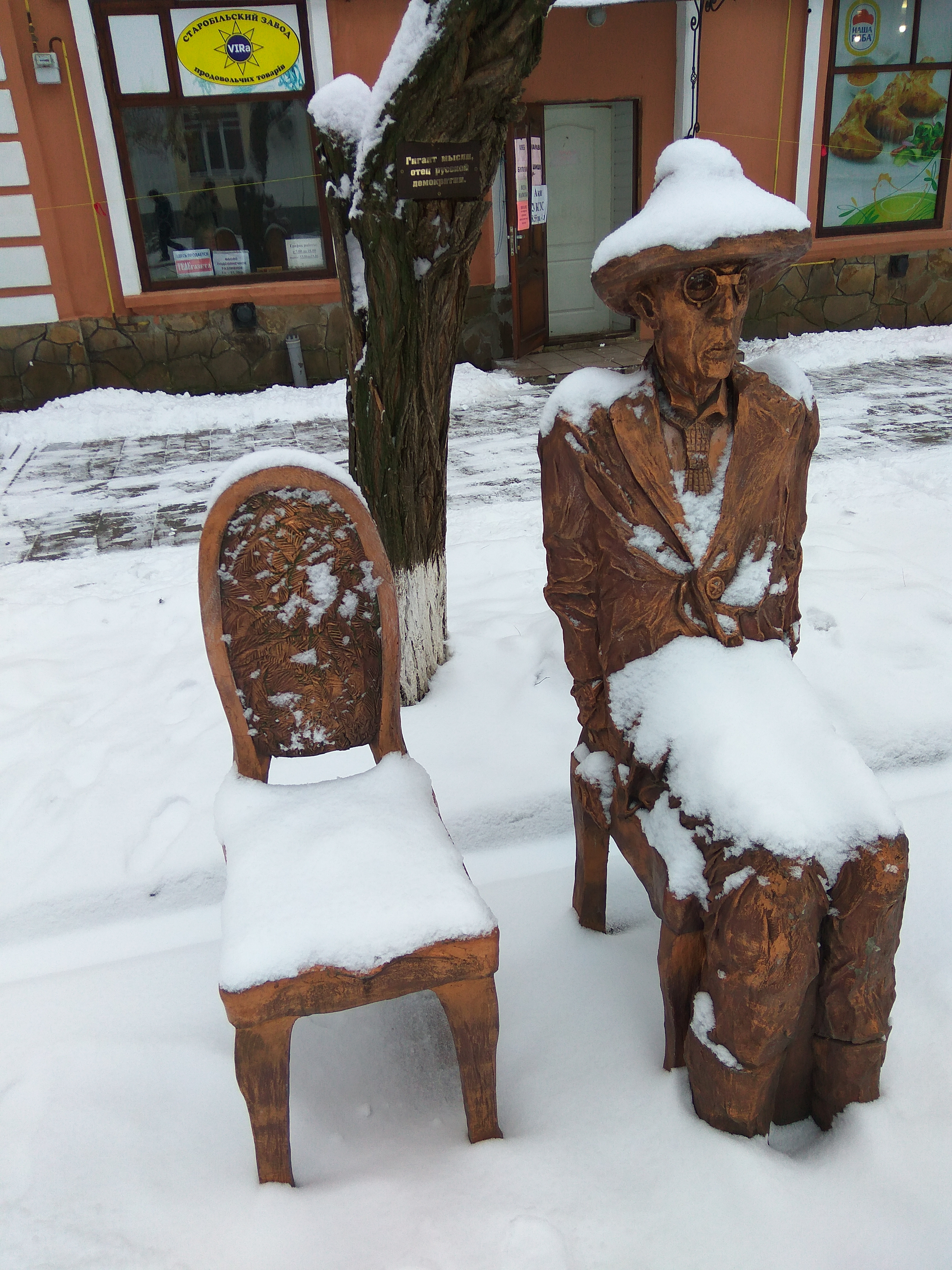
памятник Кисе Воробьянинову в Старобельске

Город является прототипом Старгорода в произведении И. Ильфа и Е. Петрова «12 стульев». По этому поводу в «Студенческом» сквере Луганского национального университета установлен памятник Остапу Бендеру, а в центре города был установлен памятник Кисе Воробьянинову.

## Города-побратимы Старобельска
- Хмельницкий, Украина (2015)
- Люблин, Польша